# Priorato (Tarragona)
El Priorato (oficialmente en catalán, Priorat) es una comarca española, situada en la provincia de Tarragona, Cataluña. Se enclava entre el Campo de Tarragona y las Tierras del Ebro y limita con las comarcas del Bajo Campo, la Ribera de Ebro, Las Garrigas y la Cuenca de Barberá.
Geográficamente está situada entre la sierra de Montsant, dentro de la comarca, al norte, y el conjunto formado por la Mola de Colldejou, la Sierra de Llabería y la Sierra de Santa Marina, al sur. Su base económica es la agricultura, que ha sufrido un fuerte retroceso a lo largo del siglo XX. La comarca del Priorato ha sido una de las más despobladas en los últimos decenios. Entre 1900 y 1986 ha perdido más de la mitad de la población.
Es una comarca de clima mediterráneo continentalizado, seco y caluroso en verano, y frío en invierno. En su sector central, la geología de la comarca se caracteriza por rocas de edad carbonífera con un grado de metamorfismo variable, principalmente pizarras. 
El vino que se produce en el sector central de la comarca tiene la denominación de origen (DOC) Priorato. Es uno de los vinos más apreciados del mundo. Los pueblos del Bajo Priorato producen vino para la denominación de origen (DOC) Montsant.

## Origen del nombre
Cuando la Generalidad republicana diseñó la división comarcal de Cataluña en 1936, se planteó la posibilidad de crear una comarca única en la zona, formada por las actuales comarcas del Priorato y Bajo Campo. La opción, finalmente, se desestimó.
Una vez se delimitaron los límites geográficos de la comarca, el segundo objetivo fue elegir el nombre que se le daría. Inicialmente tomo fuerza la denominación «Cuenca del Ciurana», atendiendo a la orografía de la zona, sin embargo, finalmente, se impuso la memoria popular que históricamente había identificado la comarca con el monasterio o priorato cartujano de Escaladei. De esta manera la comarca tomaba del monasterio el nombre de Priorato. Hoy en día, además, todavía es habitual oír hablar del Alto Priorato, o Priorato histórico, y del Bajo Priorato.

## Historia

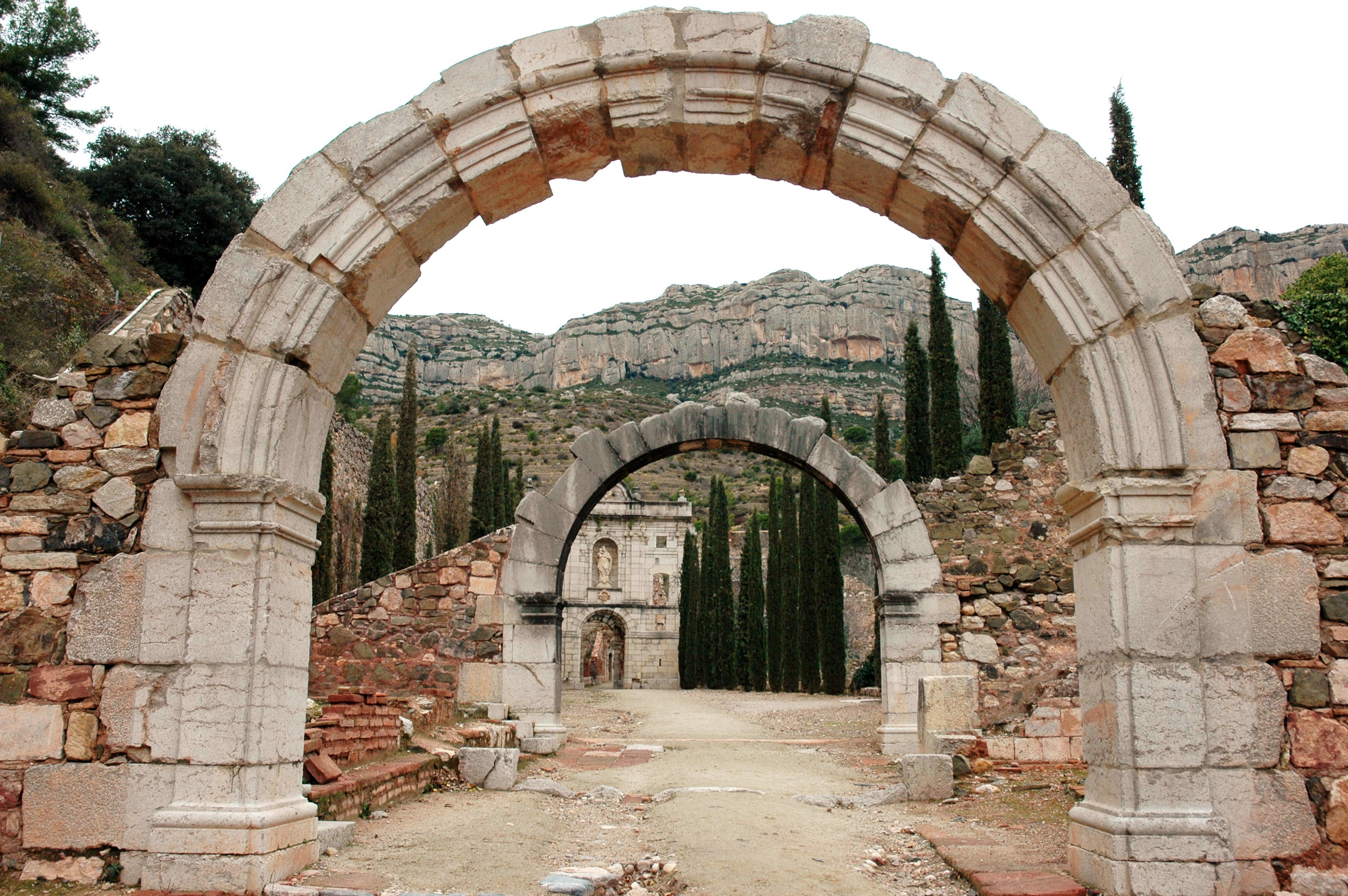
La cartuja de Escaladei.

Después de la caída de Lérida y Tortosa en manos de los cristianos, fue el último bastión de los musulmanes en Cataluña, pues el castillo de Ciurana protegía una frontera casi infranqueable, desde el Col de Balaguer a Tamarit de Gaià, debido a los acantilados verticales que lo protegían. Los musulmanes cayeron finalmente en 1153.

### Leyendas
Según la leyenda, la conquista fue posible gracias a un traidor judío que le entregó las llaves del castillo a los cristianos a cambio de la promesa de mantener sus bienes y proteger a sus familiares. Los reyes de este pequeño condado se encontrarían celebrando su éxito defensivo cuando una flecha entró por la ventana. Sería el comienzo de una encarnizada lucha que, según la leyenda, y al ver el horror de la escena, habría dejado petrificado al traidor judío, por ello hoy se puede ver una piedra con su cara en la localidad. La reina, antes de preferir morir a manos de los cristianos, habría preferido tirarse por el vertiginoso desfiladero de Ciurana con su caballo. Por ello, hoy se puede ver una marca de la herradura del caballo en la piedra.

## Geografía
Es una comarca montañosa y de relieve muy accidentado. Este hecho y la diversidad de materiales hacen que se trate de una comarca muy heterogénea tanto desde el punto de vista natural como humano. La dependencia de la población con respecto al medio natural es muy fuerte, dado que es una comarca esencialmente agraria.
La comarca del Priorato puede dividirse en diferentes sectores, cada uno con características naturales y humanas específicas. Los estudiosos han diferenciado cuatro zonas dentro de la comarca actual.
Hay un Priorato definido por la pizarra. En la pared central de la comarca, constituida por rocas oscuras y muy antiguas. Son pizarras formadas durante la era Paleozoica. Es el Priorato histórico y el más conocido como tal en la actualidad. En él predomina el cultivo de la vid.
Una segunda zona comprende el sector meridional de la comarca o Bajo Priorato. Es el territorio que se abre y hace de transición hacia la Ribera del Ebro. El relieve es menos accidental que en el resto de la comarca, con un predominio de rocas calcáreas. En esta zona se cultiva sobre todo la viña y el avellano.
El extremo noroeste del Priorato comprende el territorio de la antigua baronía de Cabassers, en el valle del Montsant. El relieve es muy accidental y los cultivos más típicos son los del olivo y el almendro. La viña ocupa un lugar secundario.
La cuarta zona incluye el sector noreste de la comarca, entre la sierra de Montsant (parque natural de la Sierra de Montsant) y las montañas de Prades. El relieve es muy accidentado, con un predominio de rocas calcáreas. En el campo hay un mosaico de viñedos, almendros y olivos.
La comarca actual del Priorato es ligeramente diferente de la aprobada en 1936 y 1987. La ley de modificación de la división comarcal de Cataluña de enero de 1990 segregó el municipio de Arbolí, hasta entonces incluido en la comarca del Priorato, para agregarlo a la de Bajo Campo. Ahora el Priorato comprende una superficie de 498,60 km² y una población de 9869 habitantes.

### Hidrografía
El Priorato coincide bastante con la cuenca del río Ciurana y la de su afluente el Montsant. Ambos ríos nacen en las montañas de Prades y rodean la sierra de Montsant. Confluyen cerca de Bellmunt del Priorato y finalmente desembocan en el río Ebro.
El río Ciurana atraviesa el Priorato de noreste a suroeste y es alimentado por numerosos barrancos, torrentes y arroyos como el río Cortiella, el arroyo Capsanes, el barranco de la Argentera y el barranco de Arbolí. Su curso de agua es permanente, aunque con fuertes variaciones en relación con el régimen de precipitaciones.
Para aprovechar sus aguas se construyó la presa de Ciurana, con 63 metros de altura y 260 de longitud, entre 1965 y 1974, por parte de la comunidad de regantes del embalse de Riudecanyes. Sus aguas discurren por debajo de las montañas de Garranxa y el cuello de la Teixeta hasta el embalse de Riudecanyes. De esta forma el agua de la cabecera del río Ciurana es utilizada sobre todo para el regadío y para abastecer las poblaciones del Bajo Campo.
El embalse de Guiamets embalsa las aguas del arroyo Capsanes y abastece también a los cultivos.
El río Montsant recoge las aguas del sector norte del Priorato, entre la sierra de Montsant y la sierra de la Llena. Tiene algunos afluentes más significativos por el relieve que han modelado que por el agua que aportan. Destacan los arroyos del Tejo y de Scala y el torrente de los Pèlags.

### Clima
El clima del Priorato es mediterráneo con influencia marítima, aunque se observa una ligera tendencia continental, en especial en la parte septentrional. La brisa marina llega, pero el conjunto de sierras y muelas paralelas a la costa dificultan la entrada del aire marítimo húmedo y templado. Esta disposición del relieve hace que las noches de invierno sean muy frías.
La temperatura media anual se sitúa en torno a los 15 °C en el sector más bajo y cercano a la cubeta de Móra, y los 12º en las laderas superiores de las sierras de Montsant y montañas de Prades. Los inviernos son muy fríos en la mitad norte de la comarca, con medias mensuales en enero por debajo de los 5º y 7º en el resto de la comarca. Los veranos son calientes, con temperaturas mensuales medias en julio de entre 22º y 24º en buena parte de la comarca. Las temperaturas son más frescas en las laderas superiores.
Las precipitaciones son más bien escasas, de entre 500 y 700 mm de media anual. Son más abundantes hacia las montañas de Prades. La estación más lluviosa es el otoño.

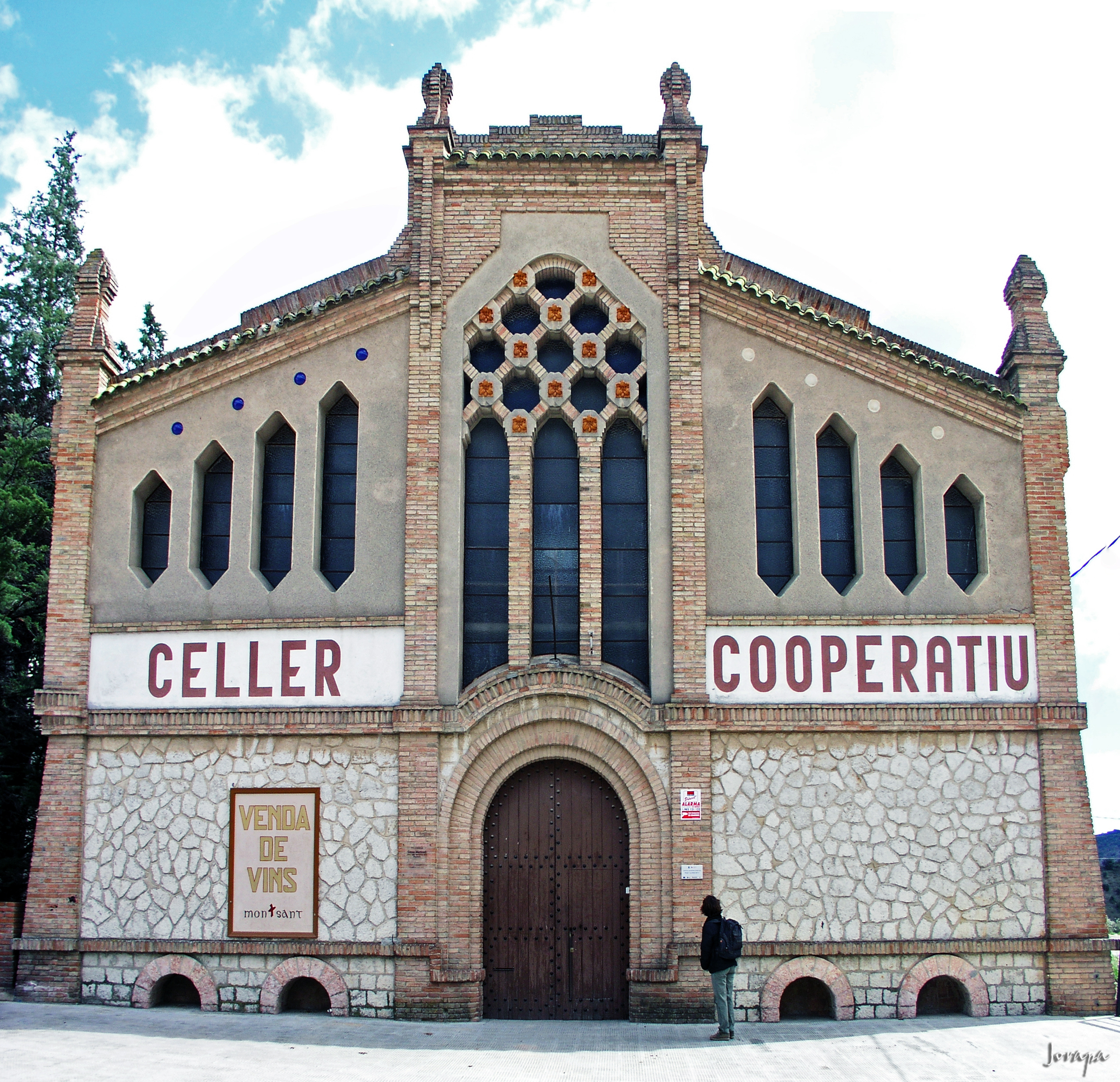
Edificio de la bodega cooperativa de Cornudella, construido por Pere Domènech i Roura, hijo de Lluís Domènech i Montaner, y Cèsar Martinell, discípulo de Antoni Gaudí

## Economía
La evolución demográfica da una idea de las actividades económicas de la comarca. Esta es una comarca que vive básicamente del campo. La ganadería es muy reducida, prácticamente inexistente, y la actividad industrial insignificante. Solo la capital, Falset, tiene una importante actividad en servicios.
El 37% de la superficie del Priorato está cultivada. El resto son matorrales, malezas, y bosques, sobre todo de pinos. Solo el 6 % del cultivo es regadío. El resto es secano con un predominio de cultivos leñosos.
En secano destacan cuatro cultivos: la vid, el olivo, el avellano y el almendro.
El más extendido es la viña, con más de 7000 ha, mucho menos de las más de 20 000 ha que había a inicios del siglo XX. En el sector central del Priorat, geológicamente compuesto por pizarras, se cultivan las cepas que producen la uva para la elaboración del vino con Denominación de Origen Calificada Priorato. Da un vino de calidad y de mayor graduación, pero con bajos rendimientos, tres veces menos que en el sector del Bajo Priorato, donde se producen vinos de la Denominación de Origen Montsant.

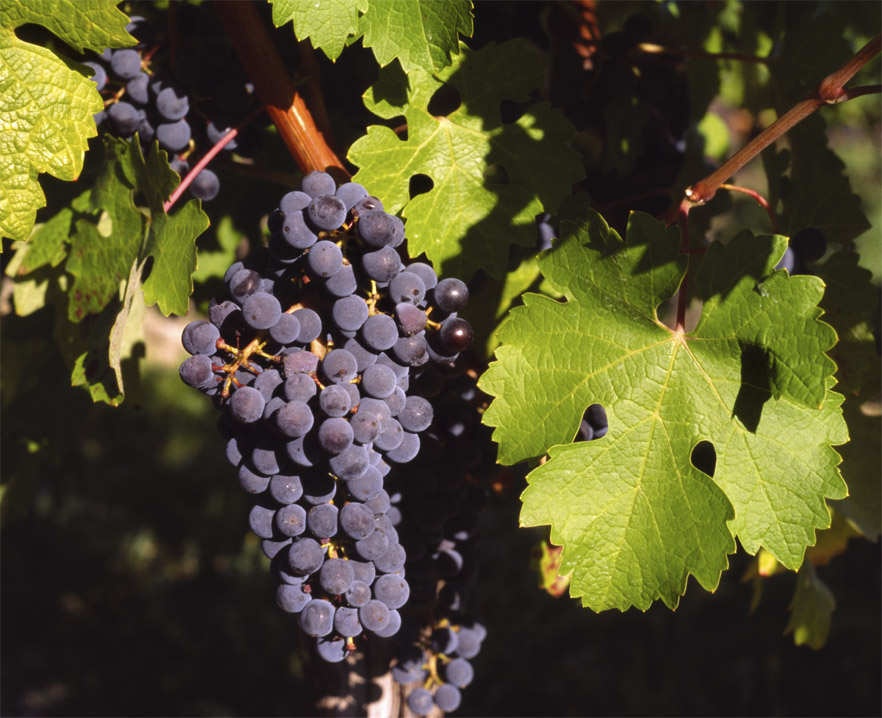
Uva cabernet sauvignon

Sigue en importancia el avellano, como una continuación del área central de este cultivo, que es el Baix Camp. Está en los municipios vecinos de esta comarca donde hay más avellanos, en la zona de Cornudella-Ulldemolins.
El almendro es más sufrido que el avellano para aguantar las tierras pobres y secas y está presente en toda la comarca. Lo mismo ocurre con el olivo, que es un cultivo en regresión. El olivo abunda sobre todo en el noreste.
El Priorato ha perdido mucha población durante el siglo XX. A pesar de ello, modernamente se percibe una cierta recuperación demográfica, vinculada a la recuperación económica de la comarca.

## Municipios

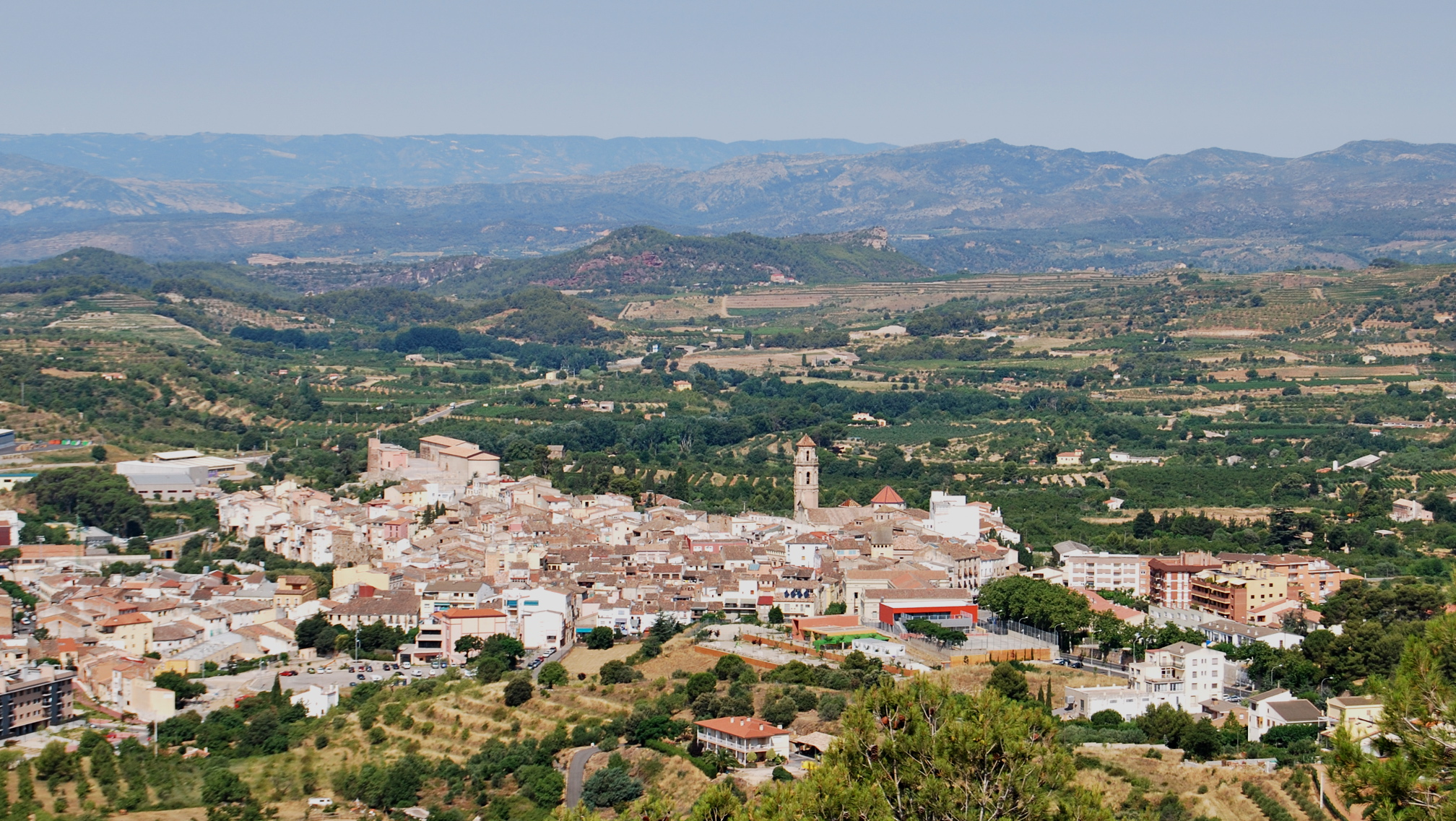
Falset, la capital comarcal

El Priorato es actualmente una comarca muy despoblada. Las condiciones naturales, debido al relieve, no facilitan las comunicaciones, no existe en la comarca un proceso de industrialización. Todo ello hace que la población actual sea escasa, solo 10 051 habitantes (1986). Si se compara la población y se analiza su evolución según censos modernos, se detecta que hace más de cien años el Priorato era un territorio bastante poblado, ya que tenía más del doble de los habitantes que en la actualidad.
A finales del siglo XIV, el territorio actual de la comarca del Priorato tenía una población de unos 3000 habitantes. Era en aquel entonces una población notable. Después no creció mucho, más bien se despobló debido a las pestes y guerras. Comienza el siglo XVIII rondando los 4000 habitantes. Como toda Cataluña, el siglo XVIII fue un periodo de prosperidad para el campo. Se siembran muchas tierras y la población se triplicó a lo largo del siglo. Seguramente se terminó el siglo con más de 14 000 habitantes, mucho más que la población actual.

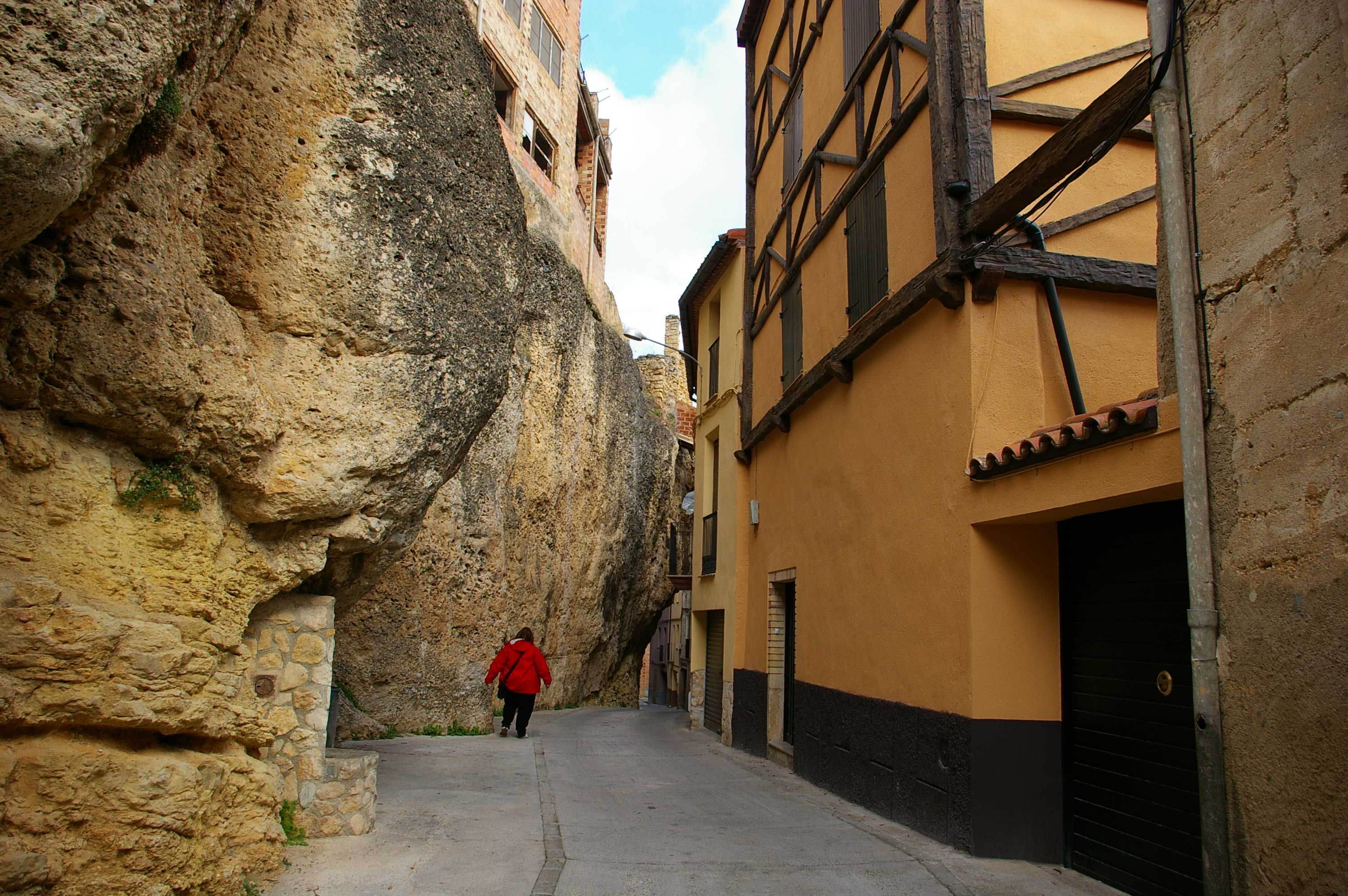
Margalef de Montsant

El siglo XIX, después de un periodo de conflictos, fue también una época de crecimiento económico y demográfico. El censo de 1857 refleja una población de 25 040 habitantes. Casi todos las vertientes estaban cultivados, hasta las más elevadas. Los bancales, aguantados con paredes de piedra sostenían hileras de tierra donde se cultivaba lo que se podía. El más pequeño pedazo de tierra era aprovechado para plantar una cepa, un olivo o un almendro.
La población aumentaría todavía un poco más. El censo de 1887 registra 27 461 habitantes. Pero la filoxera y el inicio de la industrialización y urbanización de los principales núcleos (Reus, Barcelona y Tarragona) empezaban a sacar la gente del campo, que vivía con mucha penuria. A partir de los censos siguientes, el descenso demográfico es mayor. El censo de 1897 da una población de 23 682 habitantes, y el de 1900, 22 635 habitantes. El despoblamiento ya no para hasta la actualidad. Los gráficos de evolución demográfica muestran claramente la tendencia.
El despoblamiento ha afectado a toda la comarca, hasta Falset, la capital comarcal. Falset es el único municipio que supera el millar de habitantes en la actualidad, con 2603 habitantes en 1986. En el censo de 1900, siete municipios pasaban del millar, mientras que en el de 1887 eran nueve. Ninguna comarca ha cambiado tanto.
| Municipio                                    | Población (2004) | Población (2009) | Superficie (km²) | Municipio                      | Población (2004) | Población (2009) | Superficie (km²) |
| -------------------------------------------- | ---------------- | ---------------- | ---------------- | ------------------------------ | ---------------- | ---------------- | ---------------- |
| Bellmunt del Priorato (Bellmunt del Priorat) | 307              | 280              | 8,9              | La Bisbal de Falset            | 216              | 216              | 14,1             |
| Cabacés                                      | 326              | 298              | 31,3             | Capsanes (Capçanes)            | 411              | 398              | 22,5             |
| Cornudella                                   | 954              | 941              | 63,5             | Falset                         | 2838             | 2834             | 31,6             |
| La Figuera                                   | 118              | 111              | 18,7             | Gratallops                     | 243              | 229              | 13,5             |
| Guiamets (Els Guiamets)                      | 292              | 270              | 12,1             | El Lloar                       | 110              | 107              | 6,6              |
| Marsá (Marçà)                                | 611              | 594              | 16,1             | Margalef de Montsant           | 108              | 97               | 34,7             |
| Masroig                                      | 534              | 497              | 15,5             | El Molar                       | 293              | 297              | 22,8             |
| La Morera de Montsant                        | 157              | 152              | 52,9             | Poboleda                       | 361              | 313              | 14,0             |
| Porrera                                      | 461              | 439              | 28,8             | Pradell                        | 181              | 152              | 21,8             |
| Torre de Fontaubella                         | 126              | 138              | 7,1              | Torroja                        | 160              | 149              | 13,2             |
| Ulldemolins                                  | 412              | 396              | 38,2             | Vilella Alta (La Vilella Alta) | 129              | 135              | 5,2              |
| Vilella Baja (La Vilella Baixa)              | 202              | 202              | 5,6              |                                |                  |                  |                  |

## Comunicaciones
Las carreteras que accedían al Priorato desde el Bajo Campo debían salvar riscos elevados y muchas curvas. La N-420, que viene de Reus y pasa por Falset continuando hasta Aragón por Mora de Ebro es la vía de comunicación más importante para el Priorato. Es además la carretera que da salida a la Ribera del Ebro y la Tierra Alta hacia el Camp de Tarragona. Ha tenido importantes mejoras al abrirse un nuevo trazado para salvar el Coll Negro y el Coll de la Teixeta. También ha mejorado la C-242, carretera que va de Reus a Las Garrigas pasando por Cornudella, Albarca y Ulldemolins, subiendo los Colls de Alforja y de Monencs. El resto son carreteras locales bastante estrechas y con muchas curvas, aunque se han hecho mejoras durante los últimos años.
El ferrocarril Barcelona-Zaragoza-Madrid por Mora la Nova y Caspe atraviesa el Priorato por el sur. La vía salva la sierra de la Argentera por un largo túnel del mismo nombre, de 4050 metros de longitud. Tiene estaciones en la comarca. En Marsá, Capsanes y Guiamets.